# Mokra (województwo wielkopolskie)
Mokra – osada leśna w Polsce położona w województwie wielkopolskim, w powiecie konińskim, w gminie Kazimierz Biskupi.
W 1882 roku istniał folwark Mokra. 
W latach 1975–1998 miejscowość administracyjnie należała do województwa konińskiego.